# チェンバー/凍った絆

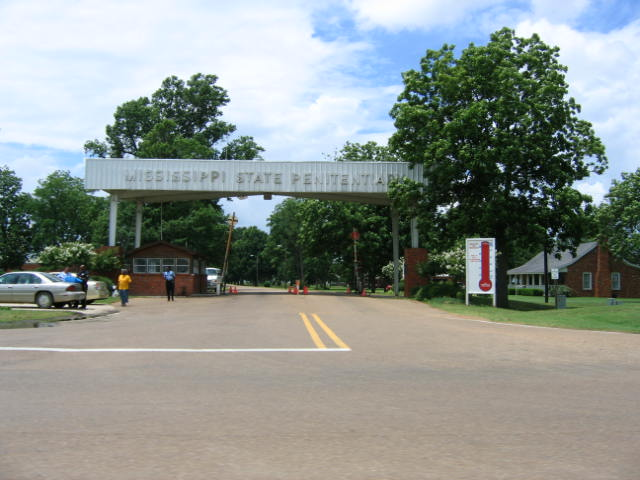
Mississippi State Penitentiary

『チェンバー/凍った絆』（チェンバーこおったきずな、The Chamber）は、1996年のアメリカ合衆国のサスペンス映画。監督はジェームズ・フォーリー、出演はクリス・オドネルとジーン・ハックマンなど。ジョン・グリシャムの1994年の小説『処刑室』を原作としている。
日本でのビデオ発売時のタイトルは『チェンバー/処刑室』。

## ストーリー
1967年4月、ミシシッピ州インディアノラでユダヤ人弁護士クレイマーの事務所が爆破され、クレイマーの幼い子供2人が死亡する事件が発生した。事件は白人至上主義団体KKK（クー・クラックス・クラン）の犯行によるもので、ほどなくKKKのメンバーであるサム・ケイホールが逮捕された。
1996年、シカゴの若き弁護士アダム・ホールは、死刑執行が間近に迫っているケイホールの弁護を買って出た。勝ち目が全くない上に、弁護士嫌いのケイホールを担当することに上司は反対するが、実は、アダムはケイホールの孫であり、事件のために両親が名字を変えていたのだ。ケイホールの息子であり、アダムの父であるエディは、ケイホールに死刑が宣告された1980年に自殺、死体を発見したのは当時10歳のアダムだった。父の葬儀ではじめてケイホールの存在を知ったアダムは、それ以来、事件を追究することは自分に課せられた義務のように感じていたのだ。
ケイホール自身の有罪は疑う余地がないが、当初から単独犯ではないと見られていた。もし共犯の存在が証明できれば、死刑は免れる可能性がある。しかし、ケイホールは共犯の存在を頑なに否定していたのだ。ケイホールに面会したアダムは、ケイホールがアダムの質問をのらりくらりとかわし、逆にアダムを心理的にかき乱す様子から、ケイホールが何かを隠していると確信する。ケイホールが隠しているのは何か、そして何故隠しているのか。州知事の法律顧問であるノーラの助けを借り、アダムは真相に迫ろうとする。
そんな中、アダムは、亡父エディの妹である叔母のリーから、エディとリーが子どものころに経験した「悲劇」を知らされる。そして、そのリーの話からアダムは機械の苦手なケイホールに時限爆弾を用意することなどできないことに気付く。

## キャスト
※括弧内は日本語吹替
- アダム・ホール: クリス・オドネル（大滝寛） - 弁護士。
- サム・ケイホール: ジーン・ハックマン（石田太郎） - アダムの祖父。
- リー・ボーエン: フェイ・ダナウェイ（沢田敏子） - アダムの叔母でサムの娘。
- E・ガーナー・グッドマン: ロバート・プロスキー（藤本譲） - アダムの上司。
- ローリー・ウェッジ: レイモンド・J・バリー（西村知道）
- クライド・パッカー: ボー・ジャクソン[注釈 1]（大川透） - 刑務官。
- ノーラ・スターク: レラ・ローション（高山みなみ） - 知事法律顧問。
- デヴィッド・マキャリスター知事: デヴィッド・マーシャル・グラント（英語版）（津田英三）
- スラッタリー判事: ニコラス・プライアー（英語版）
- ロクスバーグ州検事: ハーヴ・プレスネル（英語版）（島香裕）
- ウィン・レットナー: リチャード・ブラッドフォード（英語版）（宝亀克寿）
- マーヴィン・クレイマー: セス・アイラー（山路和弘）
- アン・ビドーズ: ジェーン・カツマレク（田中敦子） - 精神分析医。

## 作品の評価
Rotten Tomatoesによれば、25件の評論のうち高く評価しているのは12%にあたる3件のみで、平均して10点満点中4.45点を得ている。
Metacriticによれば、18件の評論のうち、高評価は3件、賛否混在は14件、低評価は1件で、平均して100点満点中45点を得ている。
フェイ・ダナウェイが本作と『Let'sチェックイン!』の演技で第17回ゴールデンラズベリー賞の最低助演女優賞にノミネートされた。なお、受賞したのは『狼たちの街』のメラニー・グリフィス。